# Jeffrey Herlings
Jeffrey Herlings (Geldrop, 12 september 1994) is een Nederlands motorcrosser. In 2018 en 2021 won Herlings het MXGP-wereldkampioenschap.

## Biografie
In 2002 werd Herlings Nederlands kampioen motorcross bij de jeugd. Het bleek de eerste titel in een reeks bij de jeugd. Zijn doorbraak kwam in 2008 toen hij achtereenvolgens Nederlands-, Europees- en wereldkampioen werd in de 85cc-klasse. In 2009 maakte Herlings de overstap naar de MX2. Hij kreeg dat jaar dispensatie van de Nederlandse motorsportbond KNMV om als veertienjarige deel te nemen aan het Open Nederlands kampioenschap MX2. Hij eindigde vervolgens als derde in de titelstrijd. Het Europees kampioenschap besloot hij als tweede achter de Fransman Christophe Charlier.
In 2010 debuteerde Herlings op vijftienjarige leeftijd in Sevlievo in het wereldkampioenschap in de MX2-klasse. Dat gebeurde tijdens de Grand Prix van Bulgarije. Een paar weken later werd hij de jongste Grand Prix-winnaar ooit toen hij in Valkenswaard beide manches won tijdens de Grand Prix van Nederland. Later dat jaar won hij ook de Grand Prix van Letland. Hij moest de laatste drie wedstrijden aan zich laten voorbijgaan vanwege een zware schouderblessure. Die had hij opgelopen bij een val tijdens de tweede manche van de Grand Prix van Tsjechië. Herlings eindigde uiteindelijk als zesde in het WK. In 2011 won Herlings wederom in Valkenswaard, daarnaast was hij ook de beste in de Grote Prijzen van Brazilië, Portugal, Limburg (België) en Italië. Hij werd uiteindelijk tweede achter de Duitser Ken Roczen.
In 2012 won Herlings de wereldtitel voor Red Bull KTM in de MX2-klasse. De Brabander werd daarmee de eerste Nederlandse wereldkampioen sinds Pedro Tragter in 1993 (125cc). Hij won dat seizoen negen Grand Prixs.
Door zijn overwinning in Tsjechië prolongeerde Herlings in het seizoen 2013 de wereldtitel MX2 voor Red Bull KTM op indrukwekkende wijze. Het betekende zijn veertiende Grand Prix-zege op rij, een aanscherping van zijn eigen record. Eerder dat jaar had hij al het record van Stefan Everts verbeterd. De Belgische tienvoudig wereldkampioen kwam tot twaalf achtereenvolgende Grand Prix-zeges. Ook verbeterde Herlings in 2013 het Nederlands record Grand Prix-zeges van Dave Strijbos. De wereldkampioen van 1986 (125cc) voerde jarenlang de Nederlandse recordlijst aan met 27 overwinningen. Tevens is Herlings de jongste motorcrosser ooit die op achttienjarige leeftijd voor de tweede keer de wereldtitel won. Op 28 maart 2016 won hij zijn 50e Grand Prix, door voor de zevende keer op rij de Grand Prix van Europa in Valkenswaard te winnen. Op 19 november 2016 won Herlings de Red Bull Knock Out strandrace op het strand van Scheveningen.
In 2017 maakte Herlings de overstap naar de MXGP-klasse en wist na een handblessure in het voorseizoen toch nog als tweede te eindigen in het wereldkampioenschap. In 2018 werd hij wereldkampioen in deze klasse. Hij won zeventien van de negentien Grand Prixs waar hij aan de start verscheen. Hij won 33 van de 38 manches die hij kon winnen, 4x werd hij tweede en 1x derde. Hij miste door een blessure de GP van Lombardije. Ook het grootste deel van 2019 ontbrak hij vanwege blessureleed. Hierdoor kon hij zijn in 2018 behaalde wereldtitel niet prolongeren. In de vijf GP's waaraan hij meedeed won hij vier van de acht manches, en eindigde op de 19e plaats in het eindklassement. In 2020 moest hij de strijd om de wereldtitel – hij stond in de tussenstand 60 punten voor op zijn naaste belager – na zes grands prix, waarvan er vier werden gewonnen, staken vanwege een nekblessure. Met de verzamelde 263 punten eindigde hij nog twaalfde in het eindklassement.
In 2017 en 2018 zegevierde hij in de Dutch Master of Motorcross (Open Nederlands kampioenschap). In de Motorcross der Naties werd Herlings in 2016 en 2017 (met Glenn Coldenhoff en Brian Bogers) tweede en in 2018 (met Coldenhoff en Calvin Vlaanderen) alsnog tweede nadat het Italiaanse team naderhand gediskwalificeerd werd. In 2019 won Herlings met Coldenhoff en Vlaanderen de Motorcross der Naties die in Assen gehouden werd.
Voor de seizoenen 2015, 2016, 2018 en 2021 werd hem door de KNMV de Hans de Beaufort-beker toegekend.

## Palmares
- 2008:  85cc-klasse
- 2010: 6e MX2-klasse
- 2011:  MX2-klasse
- 2012:  MX2-klasse
- 2013:  MX2-klasse
- 2014:  MX2-klasse
- 2015: 7e MX2-klasse
- 2016:  MX2-klasse
- 2017:  MXGP-klasse
- 2018:  MXGP-klasse
- 2019: 19e in MXGP-klasse
- 2020: 12e in MXGP-klasse
- 2021:  MXGP-klasse
- 2022: deelnemer in MXGP-klasse(blessure/operatie)
- 2023: 8e in MXGP-klasse
- 2024:  MXGP-klasse

| 1           | 25-04-2010 | Nederland                       | Valkenswaard             |
| 2           | 27-06-2010 | Letland                         | Ķegums                   |
| 3           | 25-04-2011 | Nederland                       | Valkenswaard             |
| 4           | 22-05-2011 | Brazilië                        | Indaiatuba               |
| 5           | 12-06-2011 | Portugal                        | Águeda                   |
| 6           | 31-07-2011 | Limburg                         | Lommel                   |
| 7           | 11-09-2011 | Italië                          | Fermo                    |
| 8           | 09-04-2012 | Nederland                       | Valkenswaard             |
| 9           | 29-04-2012 | Italië                          | Fermo                    |
| 10          | 13-05-2012 | Mexico                          | Guadalajara              |
| 11          | 03-06-2012 | Frankrijk                       | Saint-Jean-d'Angély      |
| 12          | 10-06-2012 | Portugal                        | Águeda                   |
| 13          | 22-07-2012 | Rusland                         | Semigorje                |
| 14          | 05-08-2012 | Tsjechië                        | Loket                    |
| 15          | 02-09-2012 | Benelux                         | Lierop (Nederland)       |
| 16          | 09-09-2012 | Europa                          | Faenza (Italië)          |
| 17          | 02-03-2013 | Qatar                           | Losail                   |
| 18          | 10-03-2013 | Thailand                        | Si Racha                 |
| 19          | 01-04-2013 | Nederland                       | Valkenswaard             |
| 20          | 14-04-2013 | Italië                          | Pietramurata             |
| 21          | 21-04-2013 | Bulgarije                       | Sevlievo                 |
| 22          | 05-05-2013 | Portugal                        | Águeda                   |
| 23          | 19-05-2013 | Brazilië                        | Beto Carrero             |
| 24          | 09-06-2013 | Frankrijk                       | Ernée                    |
| 25          | 16-06-2013 | Italië                          | Maggiora                 |
| 26          | 30-06-2013 | Zweden                          | Uddevalla                |
| 27          | 07-07-2013 | Letland                         | Ķegums                   |
| 28          | 14-07-2013 | Finland                         | Hyvinkää                 |
| 29          | 28-07-2013 | Duitsland                       | Lausitzring              |
| 30          | 04-08-2013 | Tsjechië                        | Loket                    |
| 31          | 08-09-2013 | Europa                          | Lierop (Nederland)       |
| 32          | 01-03-2014 | Qatar                           | Losail                   |
| 33          | 09-03-2014 | Thailand                        | Si Racha                 |
| 34          | 13-04-2014 | Italië                          | Pietramurata             |
| 35          | 20-04-2014 | Bulgarije                       | Sevlievo                 |
| 36          | 04-05-2014 | Nederland                       | Valkenswaard             |
| 37          | 11-05-2014 | Spanje                          | Talavera de la Reina     |
| 38          | 25-05-2014 | Groot-Brittannië                | Matterley Basin          |
| 39          | 01-06-2014 | Frankrijk                       | Saint-Jean-d'Angély      |
| 40          | 15-06-2014 | Italië                          | Maggiora                 |
| 41          | 22-06-2014 | Duitsland                       | Teutschenthal            |
| 42          | 06-07-2014 | Zweden                          | Uddevalla                |
| 43          | 13-07-2014 | Finland                         | Hyvinkää                 |
| 44          | 28-02-2015 | Qatar                           | Losail                   |
| 45          | 08-03-2015 | Thailand                        | Nakhonchaisri            |
| 46          | 26-04-2015 | Nederland                       | Valkenswaard             |
| 47          | 31-05-2015 | Frankrijk                       | Villars-sous-Écot        |
| 48          | 27-02-2016 | Qatar                           | Losail                   |
| 49          | 06-03-2016 | Thailand                        | Suphanburi               |
| 50          | 28-03-2016 | Nederland                       | Valkenswaard             |
| 51          | 10-04-2016 | Patagonië-Argentinië            | Villa La Angostura       |
| 52          | 17-04-2016 | Mexico                          | León                     |
| 53          | 01-05-2016 | Letland                         | Ķegums                   |
| 54          | 08-05-2016 | Duitsland                       | Teutschenthal            |
| 55          | 15-05-2016 | Italië                          | Pietramurata             |
| 56          | 29-05-2016 | Spanje                          | Talavera de la Reina     |
| 57          | 05-06-2016 | Frankrijk                       | Saint-Jean-d'Angély      |
| 58          | 11-06-2016 | Groot-Brittannië                | Matterley Basin          |
| 59          | 26-06-2016 | Italië                          | Mantova                  |
| 60          | 28-08-2016 | Nederland                       | Assen                    |
| 61          | 11-09-2016 | Verenigde Staten                | Glen Helen               |
| MXGP-klasse |            |                                 |                          |
| 62          | 07-05-2017 | Letland                         | Ķegums                   |
| 63          | 06-08-2017 | België                          | Lommel                   |
| 64          | 13-08-2017 | Zwitserland                     | Frauenfeld-Gachnang      |
| 65          | 03-09-2017 | Verenigde Staten                | Jacksonville             |
| 66          | 10-09-2017 | Nederland                       | Assen                    |
| 67          | 17-09-2017 | Pays de Montbéliard (Frankrijk) | Villars-sous-Écot        |
| 68          | 04-03-2018 | Patagonië-Argentinië            | Villa La Angostura       |
| 69          | 18-03-2018 | Europa                          | Valkenswaard (Nederland) |
| 70          | 08-04-2018 | Trente (Italië)                 | Pietramurata             |
| 71          | 15-04-2018 | Portugal                        | Águeda                   |
| 72          | 13-05-2018 | Letland                         | Ķegums                   |
| 73          | 20-05-2018 | Duitsland                       | Teutschenthal            |
| 74          | 03-07-2018 | Groot-Brittannië                | Matterley Basin          |
| 75          | 10-06-2018 | Frankrijk                       | Saint-Jean-d'Angély      |
| 76          | 01-07-2018 | Indonesië                       | Pangkal Pinang           |
| 77          | 08-07-2018 | Azië                            | Semarang (Indonesië)     |
| 78          | 22-07-2018 | Tsjechië                        | Loket                    |
| 79          | 05-08-2018 | België                          | Lommel                   |
| 80          | 19-08-2018 | Zwitserland                     | Frauenfeld-Gachnang      |
| 81          | 26-08-2018 | Bulgarije                       | Sevlievo                 |
| 82          | 02-09-2018 | Turkije                         | Afyonkarahisar           |
| 83          | 16-09-2018 | Nederland                       | Assen                    |
| 84          | 30-09-2018 | Italië                          | Imola                    |
| 85          | 08-09-2019 | Turkije                         | Afyonkarahisar           |
| 86          | 15-09-2019 | China                           | Shanghai                 |
| 87          | 01-03-2020 | Groot-Brittannië                | Matterley Basin          |
| 88          | 08-03-2020 | Nederland                       | Valkenswaard             |
| 89          | 16-08-2020 | Ķegums                          | Ķegums                   |
| 90          | 06-09-2020 | Italië                          | Faenza                   |
| 91          | 04-07-2021 | Italië                          | Maggiora                 |
| 92          | 05-09-2021 | Turkije                         | Afyonkarahisar           |
| 93          | 08-09-2021 | Afyon (Turkijë)                 | Afyonkarahisar           |
| 94          | 19-09-2021 | Sardinië (Italië)               | Riola Sardo              |
| 95          | 10-10-2021 | Frankrijk                       | Lacapelle-Marival        |
| 96          | 17-10-2021 | Spanje                          | Arroyomolinos            |
| 97          | 24-10-2021 | Trente                          | Pietramurata             |
| 98          | 07-11-2021 | Lombardije (Italië)             | Mantova                  |
| 99          | 10-11-2021 | Città di Mantova (Italië)       | Mantova                  |
| 100         | 26-03-2023 | Sardinië (Italië)               | Riola Sardo              |
| 101         | 30-04-2023 | Portugal                        | Águeda                   |
| 102         | 07-05-2023 | Spanje                          | Arroyomolinos            |
| 103         | 04-06-2023 | Letland                         | Ķegums                   |
| 104         | 09-06-2024 | Letland                         | Ķegums                   |
| 105         | 07-07-2024 | Lombok (Indonesië)              | Lombok                   |
| 106         | 28-07-2024 | Vlaanderen (België)             | Lommel                   |
| 107         | 18-08-2024 | Nederland                       | Arnhem                   |
| 108         | 01-06-2025 | Duitsland                       | Teutschenthal            |
| 109         | 08-06-2025 | Letland                         | Ķegums                   |